# Sint-Theresia van het Kind Jezuskerk (Heikant)
De Sint-Theresia van het Kind Jezuskerk is de parochiekerk van Heikant, gelegen aan Julianastraat 16.
Het betreft een bakstenen kruiskerk met vierzijdig gesloten apsis en voorzien van expressionistische en art-deco-elementen, zoals  het paraboolvormig westraam in de voorgevel en versieringen van de toren. Deze toren is aangebouwd ter rechterzijde van de voorgevel en wordt gedekt door een vierzijdig tentdak. Ook is er een vieringtorentje. De kerk werd ontworpen door Franciscus Sturm en gebouwd 1929-1930.
Bijzonder in deze kerk zijn de geheel gemetselde paraboolgewelven in gele baksteen. De gewelfribben zijn in zwarte baksteen uitgevoerd.
In 2016 werd de kerk in rang verlaagd tot kapel. In 2017 werd het westraam gerestaureerd.
Naast de kerk bevindt zich de pastorie uit dezelfde tijd. Verder is er een processiepark van 1934, gewijd aan de Heilige Theresia en bestaande uit een zevental kapelletjes.
Zowel de kerk, de pastorie en het processiepark zijn geklasseerd als rijksmonument.